# Tony Hsieh
Tony Hsieh (chinois : 謝家華), né le 12 décembre 1973 et mort le 27 novembre 2020, est un entrepreneur et investisseur américain. Il a occupé le poste de Chief executive officer (CEO) de Zappos jusqu'en août 2020, site de vente en ligne spécialisé dans la vente de chaussures en ligne, proposant également des vêtements, un bon exemple de marketing 3.0. Tony est également à l'origine du Down Town Projet Las Vegas (DTPLV), un projet de redynamisation du centre de Las Vegas (hub).

## Biographie
Il est diplômé d'informatique à l'université Harvard en 1995. Après Harvard, il a travaillé à Oracle pendant 5 mois. Il quitte ensuite Oracle pour fonder LinkExchange (en), anneau Web vendu en 1999 à Microsoft pour 265 millions de dollars américains.
En juillet 2009, Zappos est intégralement cédé au groupe Amazon pour 928 millions de dollars. 
Il est le fondateur de VegasTechFund, une société d'investissement de la Vegas Silicon Valley soutenant des projets dans le domaine du web.
Il est l'auteur de Delivering Happiness paru en 2010 aux États-Unis et traduit en français en 2012 sous le titre L'Entreprise du bonheur.
Tony Hsieh meurt de ses blessures à la suite d'un incendie domestique le 27 novembre 2020.

## Delivering Happiness
Ce livre retrace sa vie et ses débuts d'entrepreneur, pour ensuite revenir sur l'aventure de Zappos. 
Il livre aussi ses conseils d'entrepreneur ainsi qu'une réflexion sur le bonheur, qu'il s'agisse de la quête d'un bonheur personnel, de celui des salariés, ou de celui des clients. 
Dans ce livre, il tente de démontrer l'intérêt d'avoir des salariés et des clients heureux comme un avantage compétitif. Dans le cas des clients, Tony Hsieh indique qu'il est plus intéressant de conserver un client, et de le rendre heureux au point qu'il en parle autour de lui, que d'investir uniquement en publicité. 
Cette approche s'applique plus particulièrement dans une société e-commerce, où le client a le choix entre de nombreuses offres concurrentes et où un client n'est parfois rentable que lors de la deuxième commande.